# (37507) 3141 T-2
3141 T-2 (asteroide 37507) é um asteroide da cintura principal. Possui uma excentricidade de 0.17961290 e uma inclinação de 2.59299º.
Este asteroide foi descoberto no dia 30 de setembro de 1973 por Cornelis Johannes van Houten e Ingrid van Houten-Groeneveld e Tom Gehrels em Palomar.